# Luža (fiume)
La Luža (in russo Лужа?) è un fiume della Russia europea centrale (oblast' di Mosca e Kaluga), affluente di destra della Protva (bacino della Oka).
Le sorgenti del fiume sono a sud-ovest del paese di Zenino. Il fiume, pur con vari cambi di direzione, scorre mediamente in direzione orientale. Sfocia nella Protva a 82 km dalla foce, a sud di Obninsk. Ha una lunghezza di 159 km, l'area del suo bacino è di 1 400 km².
Il fiume è gelato nei mesi che vanno da novembre ad aprile. Nella parte inferiore del fiume si trova la città di Malojaroslavec.